# Helene Deutsch

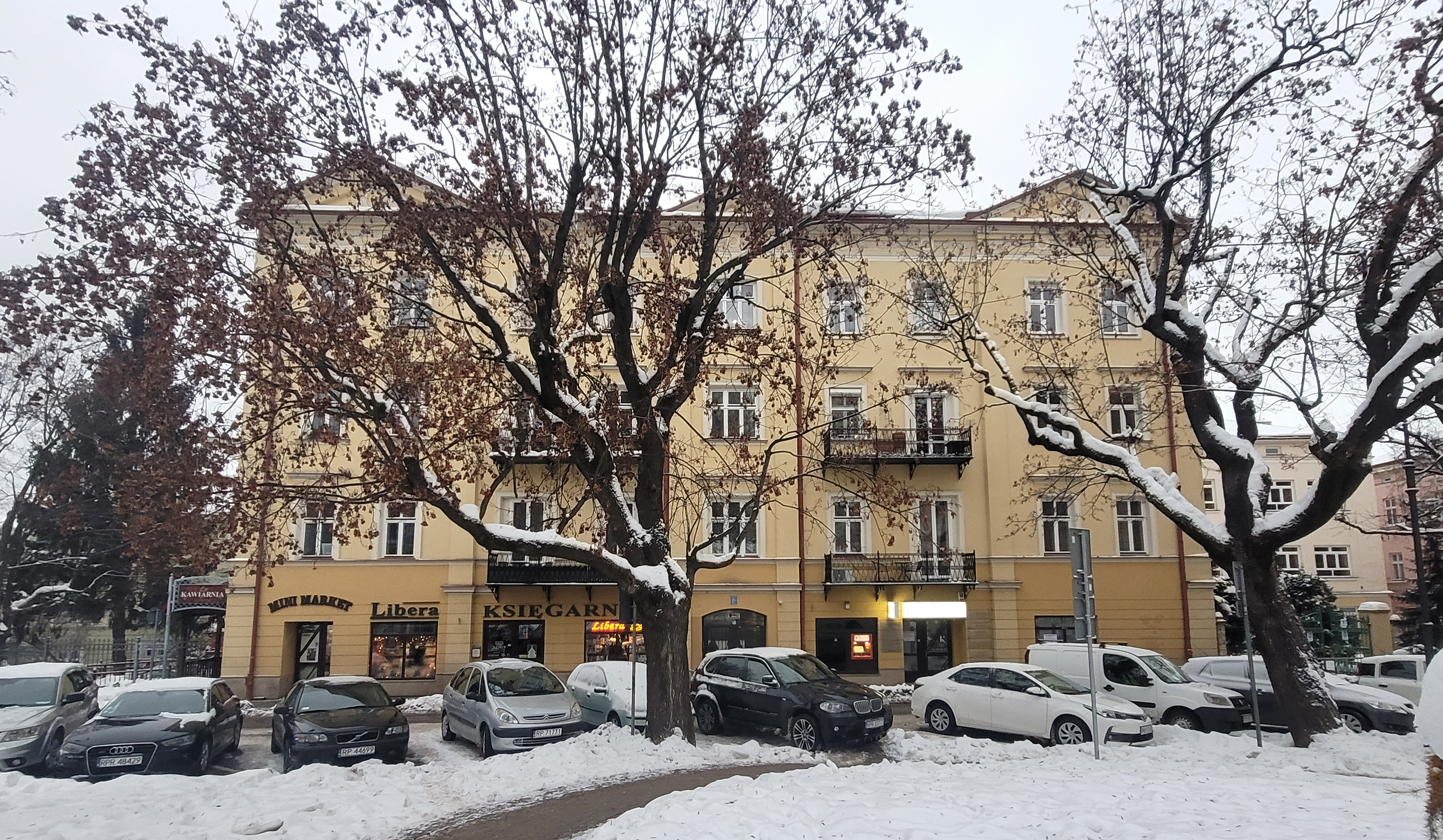
Kamienica Giżowskiego w Przemyślu.

Helene Deutsch z domu Rosenbach (ur. 9 października 1884 w Przemyślu, zm. 29 marca 1982 w Cambridge (Massachusetts) – polska i amerykańska psychoanalityczka. Była pierwszą psychoanalityczką specjalizującą się w psychologii kobiety i w seksualności kobiecej, o czym opublikowała pierwszą tego rodzaju książkę na świecie.

## Życiorys
Helena Deutsch pochodziła ze zasymilowanej rodziny żydowskiej z Przemyśla. Urodziła się jako czwarte dziecko prawnika Wilhelma Rosenbacha i Reginy z domu Fass. Razem z rodziną mieszkała w kamienicy Giżowskiego przy ul. Rynek 26 (przed wojną 28) w Przemyślu.
Do 14 roku życia uczyła się w prywatnej szkole Antoniny z Miłkowskich Gawrońskiej w Przemyślu. W czasach kiedy żyła, nauka dziewcząt kończyła się właśnie w 14-nastym roku ich życia. Potem przeznaczeniem dziewczyny było „próżniacze życie debiutantki aż do samego zamążpójścia” – jak pisała Helena w swojej autobiografii. Helena jednak nie chciała tak szybko zakończyć swojej edukacji. Aby wymóc na rodzicach zgodę na kontynuowanie nauki dwukrotnie uciekła z domu. Po drugiej ucieczce rodzice przystali na jej prośby.
Jako czternastolatka zaprzyjaźniła się ze starszym od niej o 14 lat przywódcą partii socjaldemokratycznej Hermanem Liebermanem. Z czasem połączyła ich miłość, razem uczestniczyli w 1910 w Międzynarodowym Kongresie Socjalistycznym w Sztokholmie, gdzie Helena poznała Różę Luksemburg i Andżelikę Bałabanow. Jednak Lieberman miał żonę, której nie chciał opuścić i w 1911 Helena podjęła decyzję o rozstaniu z Liebermanem.
Twierdziła, że jej dwie starsze siostry również miały talenty, których jednak nikt nie rozwijał. Malwina była utalentowana plastycznie, natomiast Gizela muzycznie.
Przez siedem lat uczyła się do matury, a następnie zdała ją eksternistycznie (jedynie tak wtedy kobiety mogły uzyskiwać świadectwo dojrzałości) w 1907 we Lwowie. Po maturze zdecydowała o podjęciu studiów na Wydziale Medycznym Uniwersytetu Wiedeńskiego (wybierając psychiatrię). W ślad za ojcem marzyła o studiowaniu prawa, ale wstęp na ten kierunek był kobietom zakazany.
Jej wyjazd z Przemyśla zainspirował inne kobiety do pójścia w jej ślady. 

Mój wyjazd stał się dla nich sygnałem i zachętą. Idąc za moim „demoralizującym” przykładem, sześć odważnych dziewcząt z dobrych rodzin postanowiło opuścić swoje wygodne domy w następnym roku.
Nie było żadnych przemów, żadnej propagandy. Tamte dziewczęta wyjechały, ponieważ obudziłam w nich poczucie, że mogą być wolne, jeśli tylko znajdą w sobie siłę, żeby się zbuntować. Jakże dziwnie musi to brzmieć dzisiaj, kiedy młode kobiety są takie wyzwolone! Ale w tamtych czasach my, dziewczyny, musiałyśmy walczyć i wiele poświęcać, żeby zdobyć to, co obecnie uchodzi za naturalne.

W czasie studiów w Wiedniu wraz z dwiema koleżankami stała na czele grupy walczącej o wstęp dla kobiet na wydział prawa Uniwersytetu Wiedeńskiego (każdego ranka oblegały drzwi ministra, który zarządzał szkołą prawniczą). Ich upór przyniósł sukces. W 1910 przeniosła się na studia medyczne do Monachium. Podczas semestru 1910/1911 pracowała w laboratorium psychologii eksperymentalnej Eugena Kraepelina. Rozprawę doktorską obroniła w 1912 roku na Uniwersytecie Wiedeńskim. W tym samym roku poślubiła lekarza internistę Felixa Deutscha i podjęła pracę w pełnym wymiarze godzin na nieodpłatnym stanowisku asystentki w Uniwersyteckiej Klinice Psychiatrycznej Juliusa Wagnera von Jauregga w Wiedniu. Pracowała tam przez 6 lat do 1918, kiedy to musiała opuścić swoje stanowisko, robiąc miejsce wracającym z wojny mężczyznom. Kariera akademicka w przypadku kobiet była wtedy poza ich zasięgiem. W 1917 roku na świat przyszedł jej syn Martin. Deutsch przeżywała w związku z ciążą oraz świadomością własnego losu kobiety konflikty, którym próbowała zaradzić, udając się w 1918 roku na psychoanalizę do Sigmunda Freuda, który jednak przerwał terapię, nie mógł bowiem dostrzec żadnych objawów nerwicy, a także potrzebował czasu na spotkania z człowiekiem-wilkiem.
W 1907 przeczytała analizę marzeń sennych Sigmunda Freuda, a w 1914 uczęszczała na jego wykłady z zakresu psychoanalizy.  Jako uczennica i współpracownica Freuda, a od 1918 roku jako członkini Wiedeńskiego Stowarzyszenia Psychoanalitycznego, Helene Deutsch była pierwszą kobietą, która w bardziej intensywny sposób zajmowała się „psychologią kobiecą”. W 1923 roku przeprowadziła się do Berlina, gdzie kontynuowała edukację i przeszła analizę szkoleniową u Karla Abrahama. W 1925 przyczyniła się do zorganizowania Wiedeńskiego Towarzystwa Psychoanalitycznego, i jako pierwsza kobieta na takim stanowisku w ówczesnym Wiedniu została dyrektorką instytutu, którym kierowała blisko 10 lat. Sekretarzynią instytutu była Anna Freud. W roku 1935 rodzina Deutschów uciekła z Niemiec do Stanów Zjednoczonych, ich syn Martin aktywnie działał w ruchu oporu przeciwko reżimowi pod przywództwem Engelberta Dolfussa. 
W Stanach Zjednoczonych została członkinią Instytutu Bostońskiego Stowarzyszenia Psychoanalityków, gdzie przede wszystkim szkoliła psychoanalityków. W latach 1939–1941 była pierwszą kobietą – prezeską stowarzyszenia. Pracowała w klinice Massachusetts General Hospital kierowanej przez dr. Stanleya Cobba, gdzie jej mąż założył oddział psychosomatyczny. Była również profesorką w bostońskim uniwersytecie. 
W latach 30. Deutschowie kupili farmę, którą nazywali „Babą-Jagą”. Helena do śmierci mieszkała w Cambridge.
Kontynuując dzieło Freuda, Deutsch przejęła jego idee kompleksu Edypa, zazdrości o penisa, lęku przed kastracją i narcyzmu, podkreślała jednak różnice anatomiczne pomiędzy płciami oraz ich specyficzne oddziaływania na psyche i seksualność kobiecą. Tym zagadnieniom poświęciła najważniejsze swoje dzieło – The Psychology of Women (Psychologia kobiety), wydane w latach 1944–1945, które oparła zarówno na obserwacjach klinicznych, jak i własnych doświadczeniach.
W 1973 roku ukazała się jej autobiografia Confrontations with myself, przetłumaczona na język polski dopiero w 2008.
Syn Heleny i Feliksa Martin Deutsch był jednym z najwybitniejszych amerykańskich fizyków nuklearnych, profesorem Masachusetts Institute of Technology, odkrywcą positronium (Ps).

## Wybrane prace
- Psychoanalysis of the Sexual Functions of Women 1925, translated to English in 1991, ISBN 0-946439-95-8.
- The Psychology of Women, 1944 – 1945
- Neuroses and Character Types, 1965, ISBN 0-8236-3560-0.
- Selected Problems of Adolescence, 1967
- A Psychoanalytic Study of the Myth of Dionysus and Apollo, 1969, ISBN 0-8236-4975-X.
- Confrontations with Myself, 1973
- The Therapeutic Process, the Self, and Female Psychology, 1992, ISBN 0-88738-429-3.